# Trudny pacjent
Trudny pacjent – określenie jednej z kategorii pacjenta, wyróżniającego się pod względem relacji na linii pacjent - lekarz/zakład opieki zdrowotnej. 
Trudny pacjent jako zjawisko może być rozpatrywane w kategoriach medycznych, socjologicznych oraz psychologicznych. Jako zamiennik, lecz również uzupełnienie definicji stosowane jest pojęcie pacjenta niekochanego szczególnie w ujęciu psychiatrycznym.
Trudnym pacjentem może być określony pacjent, którego kontakt z lekarzami lub innymi pracownikami służby zdrowia jest problematyczny albo nawet przeradza się w gorący lub zimny konflikt. Pacjent taki może działać świadomie, kierując się swoimi przekonaniami co do interesu własnego, lub też nieświadomie determinowany przez niezależne od niego czynniki (jak np. silny ból lub stres). Może być też to osoba, której oczekiwania kierowane względem lekarza lub innego pracownika służby zdrowia przekraczają przyjętą normę (roszczeniowość). Pacjenci tego typu wykazują niekiedy zaburzenia psychiczne lub psychosomatyczne (bardzo duża nadwaga), co powoduje, że wymagają oni całościowego podejścia.

## Źródła konfliktu
Wyróżnianymi źródłami konfliktu pomiędzy pacjentem a lekarzem są:
- konflikt interesu,
- brak spełniania oczekiwań ze strony lekarza,
- brak realizacji potrzeb pacjenta,
- niewłaściwa postawa lekarza lub pacjenta,
- złe nastawienie pacjenta (uprzedzenia),
- brak komunikacji (np. inny język),
- różnica wieku oraz inne różnice społeczne.

Do obiektywnych powodów konfliktu można tym samym zaliczyć: niespełnianie podstawowych oczekiwań, błędy w działaniu lekarza (komunikatywne, zarówno przed, jak i w trakcie wykonywania usługi medycznej), źle prezentujące się miejsce. Natomiast do subiektywnych zaliczyć można psychiczne nastawienie pacjenta, oczekiwania dodatkowe (wyobrażenia), czynniki osobowościowe (np. agresywność) czy zdrowotne (np. niepełnosprawność).
Za trudnego pacjenta nie może uchodzić taki, którego podstawowe potrzeby wynikające z posiadanych praw nie są spełnione, jak np. złe i wulgarne traktowanie przez lekarza lub innego pracownika służby zdrowia, niehigieniczność miejsca realizacji usługi medycznej, widoczny brak wiedzy i profesjonalizmu.

## Kategorie
Trudnego pacjenta można kategoryzować jako trudnego tylko w okresie przejściowym (np. ciąża, stan finansowy), wynikającego z wieku, z nastawienia lub postawy. Jako przykłady wymienia się:
- pacjent bólowy (silnie odczuwający ból),
- pacjent rabatowy, luksusowy czy niskobudżetowy (oczekiwania finansowe),
- pacjent nieubezpieczony lub niewypłacalny,
- pacjent cudzoziemski lub innowierczy,
- pacjent znany publicznie lub protegowany
- pacjentka ciężarna,
- pacjent nieletni,
- pacjent ubezwłasnowolniony całkowicie lub częściowo,
- pacjent przymusowy lub pozbawiony wolności,
- pacjent niepoczytalny lub nieświadomy albo o ograniczonej poczytalności lub świadomości,
- pacjent zbiorowy (z osobą towarzyszącą),
- pacjent opiniotwórczy, podważający, negujący, buntowniczy albo podburzający,
- pacjent absorbujący, roszczeniowy, arogancki albo agresywny lub będący pieniaczem[5],
- pacjent podejrzliwy, paranoiczny, unikający, wypierający lub histeryczny,
- pacjent przemilczający lub zakłamujący istotne elementy wywiadu,
- pacjent symulujący lub dyssymulujący,
- pacjent niewspółpracujący,
- pacjent zaniedbany (przez siebie lub inne osoby).